# Symbrenthia brabira
Symbrenthia brabira är en fjärilsart som beskrevs av Moore 1872. Symbrenthia brabira ingår i släktet Symbrenthia och familjen praktfjärilar. Inga underarter finns listade i Catalogue of Life.